# 萨利格拉姆
萨利格拉姆（Saligram），是印度卡纳塔克邦Udupi县的一个城镇。总人口14959（2001年）。

## 人口
该地2001年总人口14959人，其中男性6983人，女性7976人；0—6岁人口1369人，其中男681人，女688人；识字率74.17%，其中男性为80.90%，女性为68.28%。